# Jański Wierch
Jański Wierch (czes. Janský vrch, 697 m n.p.m.) – wzniesienie w Sudetach Środkowych, w Górach Jastrzębich (bywa błędnie zaliczane do Gór Kamiennych).
Wzniesienie jest najwyższym polskim szczytem Gór Jastrzębich. Położone jest około 2,5 km na południowy zachód od Okrzeszyna.
Przez szczyt biegnie granica polsko-czeska, która na szczycie skręca na północny zachód.
Przez część polskich geografów wzniesienie zaliczane jest do Gór Kruczych (czes. Vraní hory), natomiast przez czeskich do "Gór Jastrzębich" (Jestřebí hory), będących częścią Wyżyny Broumovskiej (Broumovská vrchovina), gdyż granicą między obu pasmami jest dolina Beczkowskiego Potoku (Bečkovský potok), dopływu Szkła, leżąca na północ od Jańskiego Wierchu. Względy morfologiczne i odrębność budowy geologicznej Jańskiego Wierchu od pobliskich Gór Kruczych wskazują, że nie należy go zaliczać do Gór Kamiennych.

## Budowa geologiczna
Masyw zbudowany z górnokarbońskich piaskowców i zlepieńców, należących do utworów zachodniego skrzydła niecki śródsudeckiej. Na szczycie, grzbiecie i na zboczach liczne skałki zbudowane ze zlepieńców oraz piaskowców.

## Roślinność
Wzniesienie częściowo pokryte borem świerkowym regla dolnego, zalesione północno-wschodnie zbocza leżą w Polsce, a niezalesione południowo-zachodnie w Czechach.

## Turystyka
Przez szczyt wzdłuż granicy z Czechami prowadzi szlak turystyczny:
- zielony – fragment Szlaku Granicznego z Mieroszowskich Ścian na przełęcz Okraj.

Po stronie czeskiej prowadzi:
- żółty z Bernartic do Petřikovic.

Szczyt stanowi punkt widokowy z panoramą na Karkonosze, Wyżynę Broumovską, Zawory. Na południowy wschód od masywu Jańskiego Wierchu znajdowało się turystyczne przejście graniczne: Okrzeszyn – Petřikovice.